# Bohdalice-Pavlovice
Bohdalice-Pavlovice település Csehországban, Vyškovi járásban. Bohdalice-Pavlovice Hvězdlice, Vážany, Orlovice, Kučerov és Kozlany településekkel határos. Lakosainak száma 956 fő (2024. január 1.).

## Népesség
A település lakosságának változását az alábbi diagram mutatja:
| Lakosok száma | 757  | 902  | 957  | 802  | 837  | 810  | 853  | 847  | 888  | 956  |
|               | 1869 | 1890 | 1921 | 1950 | 1980 | 2001 | 2017 | 2019 | 2022 | 2024 |